# 山田年忠
山田 年忠（やまだ としただ、慶応4年4月2日（1868年4月24日） - 昭和9年（1934年）1月21日）は、明治、大正時代の日本画家、浮世絵師。日本画家としての名前山田敬中がよく知られている。

## 来歴
月岡芳年及び川端玉章の門人。本名は島根忠蔵。後に山田氏を継いだ。南窓、南斎、南志、可得、敬中と号す。
江戸浅草聖天町（吉野町）に生まれる。明治14年（1881年）4月寺部小学校卒業後、明治17年（1884年）1月より元水戸藩士林誠翁に俳諧と漢学を学ぶ。明治19年（1886年）6月浮世絵師の月岡芳年に師事し、浮世絵の人物画を学んだ。年忠はこの時の号で、別に南窓、南斎とも号した。明治20年（1887年）から浮世絵を描き始めており、同年の大判3枚続「東京名所吾妻橋鉄橋之全図」や、明治27年（1894年）の同3枚続「青山観兵式之図」などが知られているが、作品は多くはない。明治22年（1889年）6月青年絵画共進会に「年の市図」を出品し四等賞を受賞。新進の青年画家として認められ始め、『絵画叢誌』などに作品が掲載される。翌明治23年（1890年）2月から江戸新聞社に一時入社、新聞、雑誌、単行本の挿絵なども描いている。月岡芳年は弟子に浮世絵の修行だけでなく、他派を学ぶことも奨励したため、年忠も明治24年（1891年）から川端玉章に師事し、敬中、可得と号して作品を発表、次第に円山派の写実主義へ転向していく。
同年9月岡倉覚三（天心）の日本青年絵画協会に、川端塾から発起人の一人として参加、10月にその幹事となる。11月結成後初めての臨時研究会で審査書記を務め、「黄瀬川陣営義経謁頼朝」を出品、邨田丹陵・寺崎広業と共に一等褒状を受ける。明治29年（1896年）日本絵画協会が発足するとその評議員兼幹事に指定される。同年10月の第1回日本絵画協会共進会に、狩野芳崖の「悲母観音」の影響を受けた「浄穢界」を出品し銅牌を受賞した。同年、東京美術学校の嘱託教員となるが、明治31年（1898年）にいわゆる東京美術学校騒動に巻き込まれる。師の川端玉章は留任したが、敬中は岡倉との情誼を重んじて辞職する。その後、岡倉が創立した日本美術院に参加、直に正員となっている。また、この頃、博文館において『文芸倶楽部』や『日用百科全書』の木版口絵を描いている。
翌明治31年（1898年）12月11日付で岡倉の推挙により、金沢工業学校（現石川県立工業高等学校）の教諭として同地に赴いた。これは岡倉と同校の創立者納富介次郎が親しかったことによる。敬中は明治33年（1900年）の日本美術院第四回共進会まで金沢から作品を送るものの、次第に中央画壇から離れていった。敬中は金沢で10年の歳月を過ごす。
明治40年（1907年）の第1回文展の開催と同時に東京へ戻り、「華の蜜」が入選。既に日本画壇革新のために共に戦った横山大観や菱田春草らとは疎遠となっており、以降文展を作品発表の場とした。明治42年（1909年）の第3回文展にて「桃園三傑」が褒状を受けている。大正13年（1924年）には帝展委員となっている。一方、恩師の川端玉章が創立した川端画学校では、教授として後進の育成に尽力した。
子に日展の中堅作家として活躍した山田申吾、女婿に加藤栄三がいる。門人に吉田秋光、田村彩天、高橋敬美、玉井敬泉らがいる。

## 作品

### 浮世絵
- 「東京名所上野公園地東照宮」　大判3枚続　明治22年（1889年）南斎年忠の落款
- 「大日本帝国憲法発布式之図」　大判3枚続　明治22年（1889年）
- 「大日本帝国銀婚御式」　大判3枚続　明治27年（1894年）南斎年忠の落款
- 「向嶋　隅田堤観桜之図」　大判3枚続　南斎年忠の落款

### 口絵
- 「二嬌読書」 『文芸倶楽部』第3巻12編 明治30年
- 「農業大意」29 横井時敬作 『日用百科全書』 明治34年

### 日本画
| 作品名                       | 技法         | 形状・員数 | 寸法（縦x横cm） | 所有者                   | 年代                     | 出品展覧会                  | 落款・印章                                                       | 備考 |
| ---------------------------- | ------------ | ---------- | --------------- | ------------------------ | ------------------------ | --------------------------- | ---------------------------------------------------------------- | --- |
| 浄穢界                       | 絹本着色     | 1幅        | 143.8x71.1      | 東京芸術大学大学美術館   | 1894年（明治27年）       |                             | 款記「明治甲午夏日 源敬中謹画」/「敬中」朱文方印・「□□」朱文方印 | |
| 美音図                       | 絹本着色     | 1幅        | 188.5x112.2     | 東京芸術大学大学美術館   | 1897年（明治30年）       | 日本絵画協会第2回共進会出品 | 「源義英」朱文長方印・「敬中」朱文方印                           | |
| 高徳公（藩祖）三百年祭絵巻物 | 着色         | 2巻        | 50.7x379        | 前田育徳会               | 1901-03年（明治34-36年） |                             |                                                                  | 明治32年（1899年）4月27日から5月3日にかけて行われた旧藩祖三百年祭を描いたもので、藩祖三百年祭委員会から前田家に贈られた。前巻は尾山神社での神前祭式と神輿渡御の様子、後巻は能楽、獅子舞、造り物など各町の出し物で賑わうさまを描く。 |
| 朝霧                         | 絹本着色     | 四曲一隻   | 180.0x284.5     | 山梨県立美術館           | 1913年 (大正2年）        |                             |                                                                  | |
| 高原の秋                     | 絹本着色     | 四曲一隻   | 167.0x338.0     | 山梨県立美術館           | 大正時代                 |                             |                                                                  | |
| 池畔                         | 絹本着色     |            | 230.0x346.0     | 東京芸術大学大学美術館   | 1916年（大正5年）        | 第10回文展                  |                                                                  | |
| 桃李園図                     | 絹本着色     |            | 186.0x292.0     | 東京芸術大学大学美術館   |                          |                             |                                                                  | |
| 山村暮雪図                   | 絹本淡彩     |            | 170.0x85.0      | 德川記念財団             | 明治-大正期              |                             | 款記「敬中」                                                     | 大正天皇の遺品で、昭和2年（1927年）に拝領。 |
| 高士観瀑図                   | 絹本墨画淡彩 | 1幅        | 124.9x41.6      | 五島美術館               | 制作時期不明             |                             | 款記「敬中筆」                                                   | |
| 山水瀑布図                   | 絹本着色     |            |                 | 呉竹文庫（石川県白山市） |                          |                             |                                                                  | 白山市指定文化財 |

## 参考図書
- 吉田暎二　『浮世絵事典』中巻　緑園書房、1965年
- 日本浮世絵協会編　『原色浮世絵大百科事典』第2巻　大修館書店、1982年 ※72頁
- 吉田漱　『浮世絵の基礎知識』　雄山閣、1987年
- 日本美術院百年史編集室編 『日本美術院百年史 第一巻 上』 日本美術院、1989年
- 太田記念美術館編　『歌川国芳とその一門展』　浮世絵太田記念美術館、1990年
- 山田奈々子 『木版口絵総覧』 文生書院、2005年
- 堀川浩之 「仙台の浮世絵師・熊耳耕年の“月岡芳年塾入門記”」　国際浮世絵学会 『浮世絵芸術』 171号所収、2016年1月